# Foucherans
Foucherans ist eine französische Gemeinde im Département Jura in der Region Bourgogne-Franche-Comté. Sie gehört zum Arrondissement Dole und zum Kanton Dole-1.
Die Nachbargemeinden sind Champvans im Norden und Westen, Dole im Nordosten, Choisey im Osten und Süden sowie Damparis im Südwesten.

## Weblinks

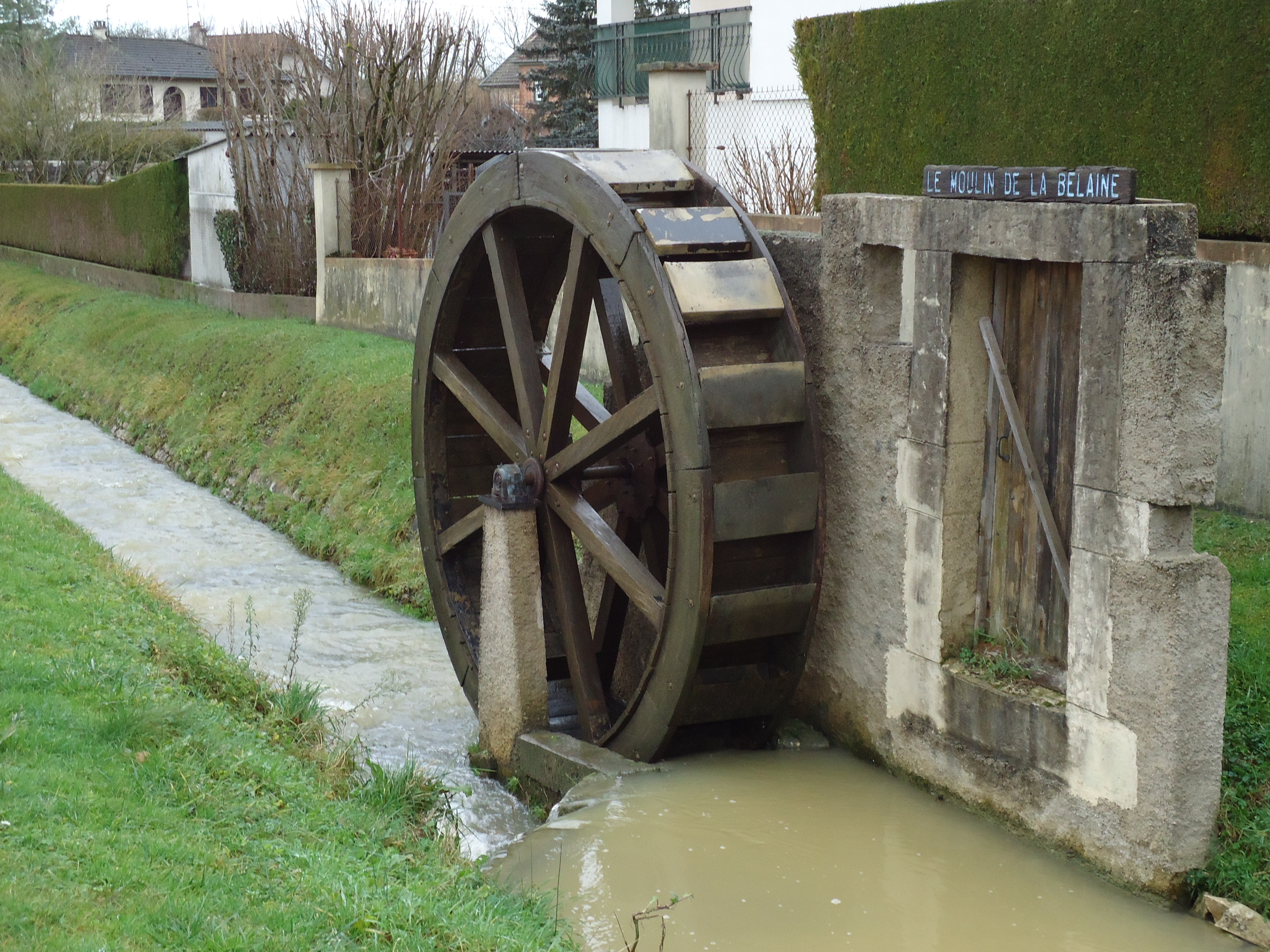
Mühlrad der Moulin de la Belaine

## Bevölkerungsentwicklung
| Jahr                       | 1962 | 1968 | 1975 | 1982 | 1990 | 1999 | 2008 | 2017 |
| -------------------------- | ---- | ---- | ---- | ---- | ---- | ---- | ---- | ---- |
| Einwohner                  | 1000 | 1509 | 1413 | 1523 | 1710 | 1760 | 1717 | 2193 |
| Quellen: Cassini und INSEE |      |      |      |      |      |      |      |      |